# Alamogordo
Alamogordo  o Álamo Gordo (pronunciado /'alamo 'γorðo/ en castellano) es una ciudad ubicada en el condado de Otero en el estado estadounidense de Nuevo México. En el Censo de 2010 tenía una población de 30 403 habitantes y una densidad poblacional de 547,38 personas por km².
En sus proximidades se encuentran las dos grandes bases militares de Holloman Air Force Base y White Sands Missile Range. La ciudad cobró fama por ser el primer lugar donde se probó la bomba atómica y la sede del Festival Internacional de Cine The White Sands, por ser el lugar donde la compañía de videojuegos estadounidense Atari enterró millones de copias de su videojuego E.T. the Extra-Terrestrial debido a su absoluto fracaso comercial en 1983.

## Geografía
Alamogordo se encuentra ubicada en las coordenadas 32°53′1″N 105°57′49″O / 32.88361, -105.96361. Según la Oficina del Censo de los Estados Unidos, Alamogordo tiene una superficie total de 55.54 km², de la cual 55.51 km² corresponden a tierra firme y (0.06 %) 0.03 km² es agua.

## Historia
Alamogordo fue fundada en junio de 1898, a causa de la ampliación de las líneas de ferrocarril propiedad de Charles B. Eddy, quien influyó en el diseño de la ciudad, que incluye grandes avenidas arboladas y canales de riego. El nombre de la ciudad se deriva del álamo.
En el plano original de la ciudad, las calles de este a oeste tenían denominaciones numéricas, mientras que de norte a sur tenían nombres que correspondían a temas relacionados con estados, presidentes y universidades de EE. UU.
Varios edificios en Alamogordo fueron construidos por la Works Progress Administration. Estos incluyen el Edificio Federal en el 1101 New York Avenue, un edificio de estilo Pueblo originalmente construido como la principal Oficina de Correos de EE. UU. en 1938. El edificio está incluido en el Registro Nacional de Lugares Históricos. La entrada principal presenta frescos de Peter Hurd realizados en 1942. La Oficina de Correos se mudó en 1961, y el edificio fue utilizado por una sucesión de agencias federales. En la actualidad está ocupado por el Servicio Forestal de los Estados Unidos como la sede del Bosque Nacional Lincoln. El Servicio Forestal tiene previsto trasladarse a un edificio más amplio, y la propiedad de la Federal Building será transferida al gobierno del Condado de Otero y el edificio se utilizará para las oficinas gubernamentales del condado.

## Demografía
Según el censo de 2010, había 30403 personas residiendo en Alamogordo. La densidad de población era de 547,38 hab./km². De los 30403 habitantes, Alamogordo estaba compuesto por el 76.84 % blancos, el 5.42 % eran afroamericanos, el 1.42 % eran amerindios, el 1.72 % eran asiáticos, el 0.34 % eran isleños del Pacífico, el 9.33 % eran de otras razas y el 4.93 % pertenecían a dos o más razas. Del total de la población el 30.49 % eran hispanos o latinos de cualquier raza.

### Pruebas nucleares
La primera bomba atómica de la historia fue detonada en el Test Range Alamogordo el 16 de julio de 1945, la Prueba Trinity. El lugar de la explosión, llamado Trinity Site (Sitio Trinity), se encuentra dentro de la base White Sands Missile Range. Este fue el único ensayo nuclear que tuvo lugar en esta ubicación. Trinity Site está ubicado aproximadamente a 97 km de Alamogordo. El sitio está abierto a los visitantes el primer sábado de abril y el primer sábado de octubre.

### Aterrizaje del Columbia

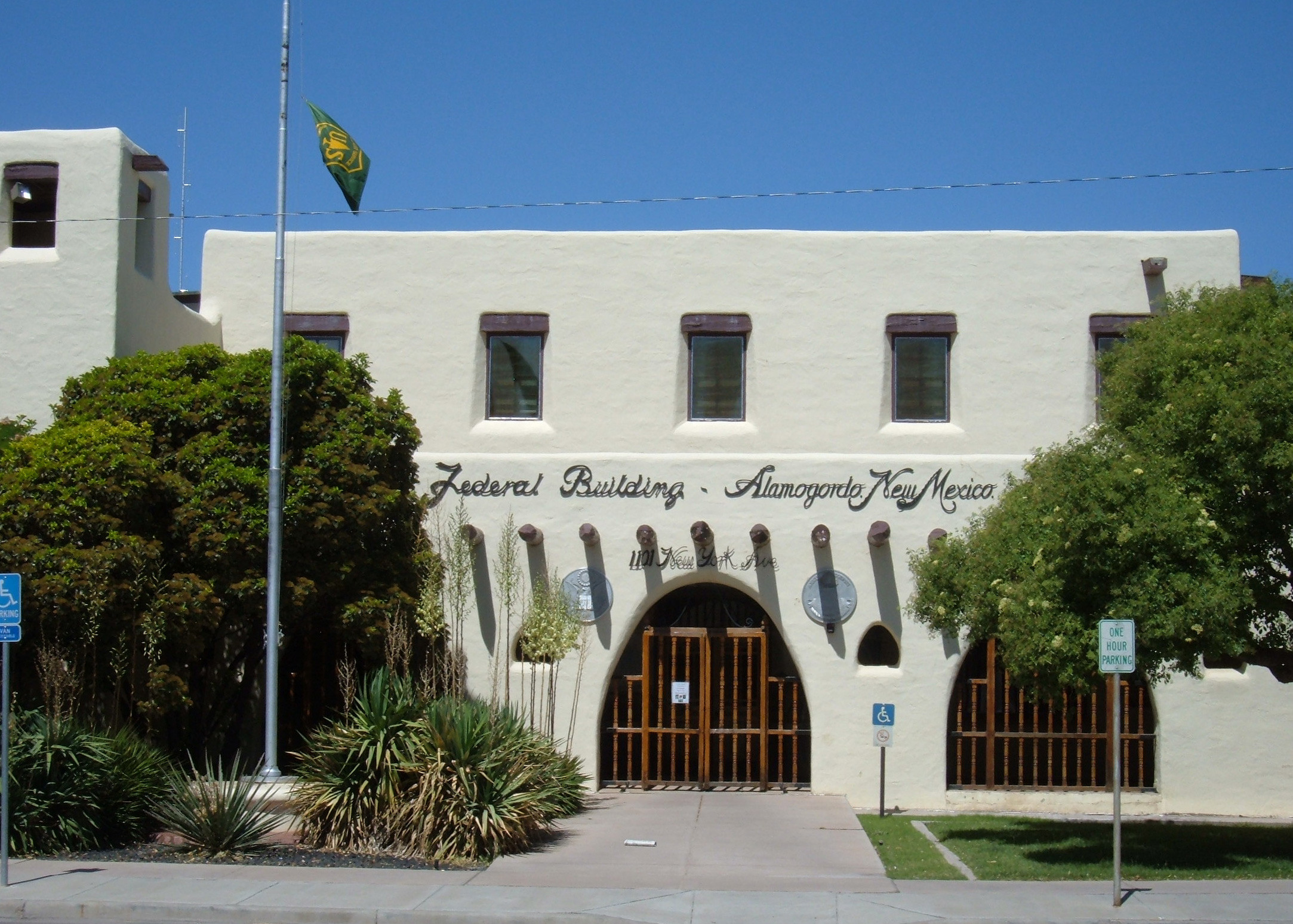
Edificio federal de Nuevo México, ubicado en el 1101 New York Avenue. Construido en 1938 como la principal oficina de correos, para pasar a albergar la sede del Bosque Nacional Lincoln, del Servicio Forestal de los Estados Unidos.

En marzo de 1982, el transbordador espacial Columbia, que finalizaba su tercera misión, la STS-3, realizó el único aterrizaje no efectuado en California o Florida. El vehículo orbital aterrizó en la Base Espacial de White Sands, cerca de Alamogordo.

## Economía

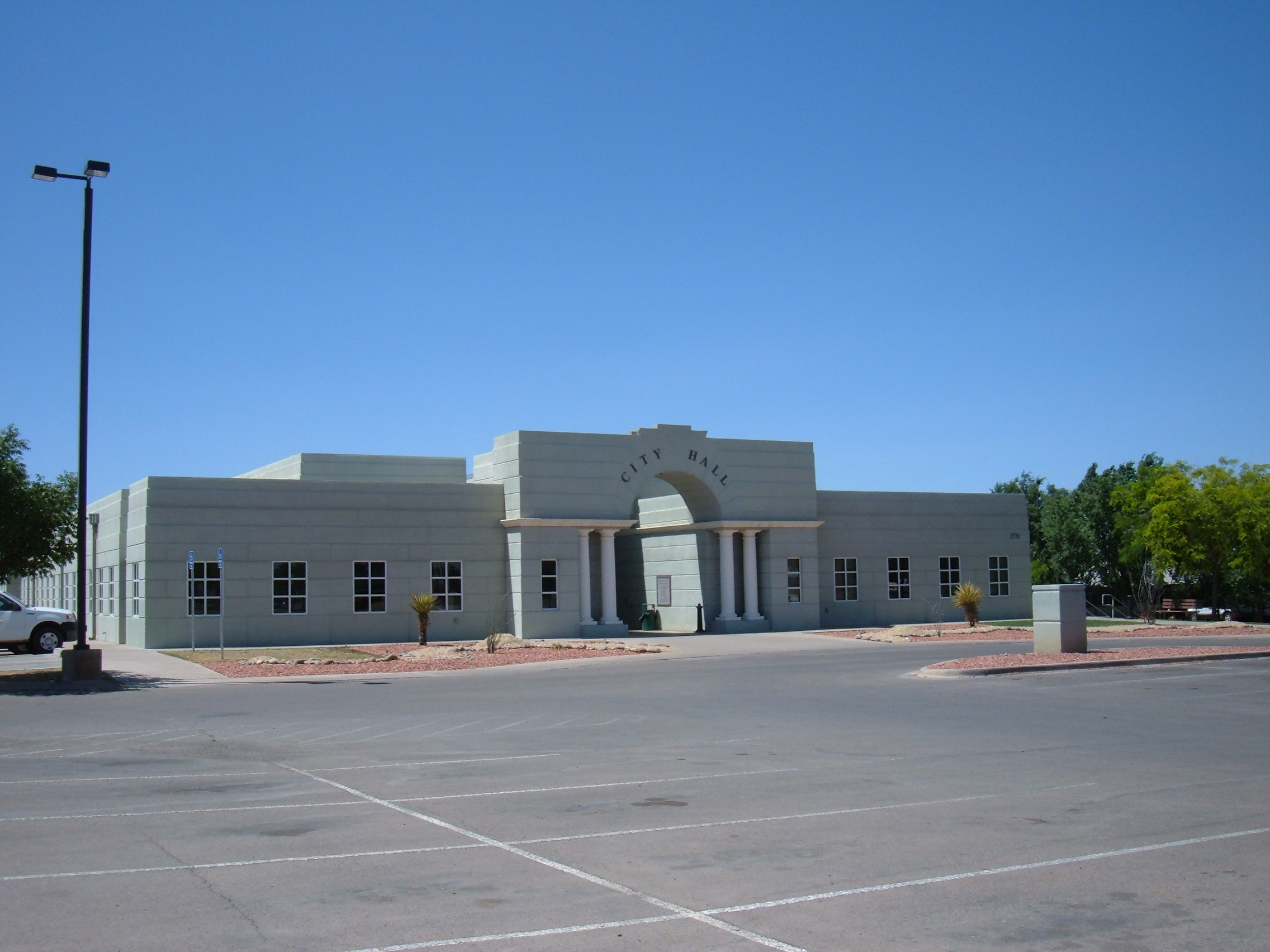
Ayuntamiento de Alamogordo, situado en el 1376 de E. 9th Street.

Alamogordo tiene poca actividad industrial, vive principalmente de la pequeña empresa y del notable auge del turismo, además de la proximidad de dos grandes instalaciones militares y una masiva presencia de militares jubilados. En 2006 el ingreso per cápita en el Condado de Otero fue de  22.798 USD, superado por el ingreso per cápita en Nuevo México, que es de 29.929 $.

## Educación
Hay dos escuelas secundarias, tres escuelas intermedias y 11 escuelas primarias en el distrito escolar público Escuelas Públicas de Alamogordo, además de dos escuelas privadas en Alamogordo. 
El gobierno alemán educa en el Deutsche Schule a los hijos de miembros de la Fuerza Aérea alemana estacionados en el centro de formación de la Holloman Air Force Base. La escuela de Nuevo México para ciegos y deficientes visuales es una escuela estatal ubicada en Alamogordo. La Universidad Estatal de Nuevo México tiene un campus en Alamogordo.